# Olympische Sommerspiele 2024/Teilnehmer (Lettland)
| Gelbes Symbol für Goldmedaillen mit stilisierten Olympischen Ringen | Graues Symbol für Silbermedaillen mit stilisierten Olympischen Ringen | Braundes Symbol für Bronzemedaillen mit stilisierten Olympischen Ringen |
| ------------------------------------------------------------------- | --------------------------------------------------------------------- | ----------------------------------------------------------------------- |
| —                                                                   | —                                                                     | —                                                                       |

Lettland nahm an den Olympischen Spielen 2024 vom 26. Juli bis zum 11. August 2024 in Paris mit 29 Athleten (16 Männer und 13 Frauen) teil. Es war die insgesamt 13. Teilnahme an Olympischen Sommerspielen.

## Teilnehmer nach Sportarten

### Basketball
Lettlands 3×3-Männer qualifizierten sich durch den Gewinn des FIBA Universality Olympic Qualifying Tournament 1 in Hongkong für die Olympischen Spiele. Das Team gewann bei der olympischen Premiere des Wettbewerbes in Tokio die Goldmedaille.

#### 3×3-Basketball
| Wettbewerb            | Männer |
| --------------------- | --- |
| Athleten              | Kārlis Lasmanis Nauris Miezis Zigmārs Raimo Francis Lācis                                                                    |
| Gruppenphase          | Litauen (21–14) Niederlande (21–12) China (22–8) Vereinigte Staaten (21–19) Frankreich (22–20) Serbien (21–14) Polen (22–16) |
| Play-in               | Freilos als Vorrundenbester                                                                                                  |
| Halbfinale            | Frankreich (14–21) |
| Spiel um den 3. Platz | Litauen (18–21) |
| Rang                  | 4 |

### Beachvolleyball
Über das olympische Qualifikationsranking qualifizierte sich ein lettisches Team bei den Frauen für die Olympischen Spiele.
| Athleten                           | Gruppenphase       | Gruppenphase       | Gruppenphase | Gruppenphase | Achtelfinale      | Achtelfinale              | Viertelfinale       | Viertelfinale      | Halbfinale    | Halbfinale    | Finale / Platz 3 | Finale / Platz 3 | Rang |
| Athleten                           | Gegner             | Ergebnis           | Punkte       | Rang         | Gegner            | Ergebnis                  | Gegner              | Ergebnis           | Gegner        | Ergebnis      | Gegner           | Ergebnis         | Rang |
| ---------------------------------- | ------------------ | ------------------ | ------------ | ------------ | ----------------- | ------------------------- | ------------------- | ------------------ | ------------- | ------------- | ---------------- | ---------------- | ---- |
| Frauen                             |                    |                    |              |              |                   |                           |                     |                    |               |               |                  |                  |      |
| Tīna Graudiņa Anastasija Samoilova | Esmée / Zoé        | 0:2 (15:21, 14:21) | 5            | 2            | Müller / Tillmann | 2:1 (21:13, 17:21, 18:16) | Ana Patrícia / Duda | 0:2 (16:21, 10:21) | ausgeschieden | ausgeschieden | ausgeschieden    | ausgeschieden    | 5    |
| Tīna Graudiņa Anastasija Samoilova | Poletti / Michelle | 2:0 (21:19, 21:15) | 5            | 2            | Müller / Tillmann | 2:1 (21:13, 17:21, 18:16) | Ana Patrícia / Duda | 0:2 (16:21, 10:21) | ausgeschieden | ausgeschieden | ausgeschieden    | ausgeschieden    | 5    |
| Tīna Graudiņa Anastasija Samoilova | Melissa / Brandie  | 2:0 (21:14, 22:20) | 5            | 2            | Müller / Tillmann | 2:1 (21:13, 17:21, 18:16) | Ana Patrícia / Duda | 0:2 (16:21, 10:21) | ausgeschieden | ausgeschieden | ausgeschieden    | ausgeschieden    | 5    |

### Gewichtheben
Über die olympische Qualifikationsrangliste der IWF qualifizierte sich Ritvars Suharevs im Leichtgewicht der Männer.
| Athleten         | Wettbewerb       | Reißen                | Reißen                | Stoßen        | Stoßen        | Zweikampf     | Zweikampf     | Rang |
| Athleten         | Wettbewerb       | Gewicht               | Rang                  | Gewicht       | Rang          | Gewicht       | Rang          | Rang |
| ---------------- | ---------------- | --------------------- | --------------------- | ------------- | ------------- | ------------- | ------------- | ---- |
| Männer           |                  |                       |                       |               |               |               |               |      |
| Ritvars Suharevs | Klasse bis 73 kg | ohne gültigen Versuch | ohne gültigen Versuch | ausgeschieden | ausgeschieden | ausgeschieden | ausgeschieden | DNF  |

### Leichtathletik
Die Olympianormen des Weltverbandes konnte lediglich Līna Mūze-Sirmā im Speerwurf der Frauen erreichen.
Laufen und Gehen
| Athleten      | Wettbewerb | Vorlauf      | Vorlauf | Hoffnungslauf | Hoffnungslauf | Halbfinale    | Halbfinale    | Finale        | Finale        | Rang          |
| Athleten      | Wettbewerb | Zeit         | Rang    | Zeit          | Rang          | Zeit          | Rang          | Zeit          | Rang          | Rang          |
| ------------- | ---------- | ------------ | ------- | ------------- | ------------- | ------------- | ------------- | ------------- | ------------- | ------------- |
| Frauen        |            |              |         |               |               |               |               |               |               |               |
| Gunta Vaičule | 400 m      | 51,13 s      | 5       | 50,93 s       | 2             | ausgeschieden | ausgeschieden | ausgeschieden | ausgeschieden | ausgeschieden |
| Agate Caune   | 5000 m     | 15:38,19 min | 33      | —             | —             | —             | —             | ausgeschieden | ausgeschieden | ausgeschieden |

Springen und Werfen
| Athleten          | Wettbewerb     | Qualifikation | Qualifikation | Finale        | Finale        | Rang |
| Athleten          | Wettbewerb     | Weite/Höhe    | Rang          | Weite/Höhe    | Rang          | Rang |
| ----------------- | -------------- | ------------- | ------------- | ------------- | ------------- | ---- |
| Männer            |                |               |               |               |               |      |
| Valters Kreišs    | Stabhochsprung | 5,70 m        | 11            | 5,50 m        | 12            | 12   |
| Gatis Čakšs       | Stabhochsprung | ogV           | ogV           | ausgeschieden | ausgeschieden | —    |
| Patriks Gailums   | Speerwurf      | 77,26 m       | 25            | ausgeschieden | ausgeschieden | 25   |
| Frauen            |                |               |               |               |               |      |
| Rūta Kate Lasmane | Dreisprung     | 13,76 m       | 22            | ausgeschieden | ausgeschieden | 22   |
| Līna Mūze-Sirmā   | Speerwurf      | 60,30 m       | 17            | ausgeschieden | ausgeschieden | 17   |
| Anete Sietiņa     | Speerwurf      | 60,47 m       | 15            | ausgeschieden | ausgeschieden | 15   |

### Moderner Fünfkampf
Durch die Neuverteilung von Wildcards qualifizierte sich Pāvels Švecovs für die Olympischen Spiele.
| Athleten       | Fechten | Fechten | Schwimmen   | Schwimmen | Reiten  | Reiten | Combined     | Combined | Punkte | Rang |
| Athleten       | Bilanz  | Punkte  | Zeit        | Punkte    | Zeit    | Punkte | Zeit         | Punkte   | Punkte | Rang |
| -------------- | ------- | ------- | ----------- | --------- | ------- | ------ | ------------ | -------- | ------ | ---- |
| Männer         |         |         |             |           |         |        |              |          |        |      |
| Pāvels Švecovs | 23+0    | 240     | 2:03,71 min | 303       | 57,47 s | 279    | 11:10,97 min | 630      | 1452   | 17   |

### Radsport
Über die UCI-Straßen-Weltrangliste nach Nationen erhielt Lettland einen Startplatz für das Straßenrennen der Männer. Im Straßenrennen der Frauen war man durch das Abschneiden bei den Weltmeisterschaften 2023 ebenfalls mit einer Athletin startberechtigt. Über die Mountainbike-Weltmeisterschaften 2023 qualifizierte sich Lettland zudem für das Cross-Country-Rennen der Männer. Im BMX-Rennsport erhielt man über die BMX-Rennsport-Weltmeisterschaften 2023 einen Startplatz für den Wettbewerb der Männer und als Nachrücker über das olympische Qualifikationsranking einen Startplatz bei den Frauen. Über die Urban-Cycling-Weltmeisterschaften 2023 war man zudem im BMX-Freestyle der Männer vertreten.

#### Straße
| Athleten            | Wettbewerb    | Zeit      | Rang |
| ------------------- | ------------- | --------- | ---- |
| Frauen              |               |           |      |
| Anastasia Carbonari | Straßenrennen | 4:10:47 h | 69   |
| Männer              |               |           |      |
| Toms Skujiņš        | Straßenrennen | 6:20:50 h | 5    |

#### Mountainbike
| Athleten      | Wettbewerb    | Zeit      | Rang |
| ------------- | ------------- | --------- | ---- |
| Männer        |               |           |      |
| Mārtiņš Blūms | Cross-Country | 1:29:11 h | 17   |

#### BMX-Rennsport
| Athleten          | Wettbewerb | Viertelfinale | Viertelfinale | Halbfinale    | Halbfinale    | Finale        | Finale        | Rang |
| Athleten          | Wettbewerb | Punkte        | Rang          | Punkte        | Rang          | Zeit          | Rang          | Rang |
| ----------------- | ---------- | ------------- | ------------- | ------------- | ------------- | ------------- | ------------- | ---- |
| Frauen            |            |               |               |               |               |               |               |      |
| Veronika Stūriška | BMX-Rennen | 19            | 18            | ausgeschieden | ausgeschieden | ausgeschieden | ausgeschieden | 20   |
| Männer            |            |               |               |               |               |               |               |      |
| Kristens Krīgers  | BMX-Rennen | 26            | 24            | ausgeschieden | ausgeschieden | ausgeschieden | ausgeschieden | 24   |

#### BMX-Freestyle
| Athleten        | Wettbewerb | Qualifikation | Qualifikation | Finale | Finale |
| Athleten        | Wettbewerb | Punkte        | Rang          | Punkte | Rang   |
| --------------- | ---------- | ------------- | ------------- | ------ | ------ |
| Männer          |            |               |               |        |        |
| Ernests Zēbolds | Freestyle  | 84,94         | 9             | 87,14  | 8      |

### Reiten
Über die regionale Rangliste der Gruppe C (Zentral- und Osteuropa, Zentrales Asien) erhielt Lettland einen Startplatz im Springreiten.

#### Springreiten
| Athleten            | Wettbewerb | Strafpunkte   | Strafpunkte   | Strafpunkte   | Strafpunkte   | Strafpunkte   | Strafpunkte   | Rang |
| Athleten            | Wettbewerb | Einzelwertung | Einzelwertung | Einzelwertung | Nationenpreis | Nationenpreis | Nationenpreis | Rang |
| Athleten            | Wettbewerb | 1. Umlauf     | 2. Umlauf     | Stechen       | 1. Umlauf     | 2. Umlauf     | Stechen       | Rang |
| ------------------- | ---------- | ------------- | ------------- | ------------- | ------------- | ------------- | ------------- | ---- |
| Kristaps Neretnieks | Einzel     | (12)          | ausgeschieden | ausgeschieden | —             | —             | —             | 55   |

### Schießen
Im bis zum 9. Juni 2024 laufenden Qualifikationszeitraum konnten zwei Quotenplätze erreicht werden.
| Athleten                         | Wettbewerb        | Qualifikation   | Qualifikation | Finale          | Finale        | Rang |
| Athleten                         | Wettbewerb        | Ringe/ Scheiben | Rang          | Ringe/ Scheiben | Rang          | Rang |
| -------------------------------- | ----------------- | --------------- | ------------- | --------------- | ------------- | ---- |
| Frauen                           |                   |                 |               |                 |               |      |
| Agate Rašmane                    | 25 m Sportpistole | 576             | 26            | ausgeschieden   | ausgeschieden | 26   |
| Agate Rašmane                    | 10 m Luftpistole  | 570             | 23            | ausgeschieden   | ausgeschieden | 23   |
| Männer                           |                   |                 |               |                 |               |      |
| Lauris Strautmanis               | 10 m Luftpistole  | 572             | 21            | ausgeschieden   | ausgeschieden | 21   |
| Mixed                            |                   |                 |               |                 |               |      |
| Agate Rašmane Lauris Strautmanis | 10 m Luftpistole  | 568             | 16            | ausgeschieden   | ausgeschieden | 16   |

### Schwimmen
| Athleten        | Wettbewerb  | Vorlauf     | Vorlauf | Halbfinale    | Halbfinale    | Finale        | Finale        | Rang |
| Athleten        | Wettbewerb  | Zeit        | Rang    | Zeit          | Rang          | Zeit          | Rang          | Rang |
| --------------- | ----------- | ----------- | ------- | ------------- | ------------- | ------------- | ------------- | ---- |
| Frauen          |             |             |         |               |               |               |               |      |
| Ieva Maluka     | 200 m Lagen | 2:15,79 min | 26      | ausgeschieden | ausgeschieden | ausgeschieden | ausgeschieden | 26   |
| Männer          |             |             |         |               |               |               |               |      |
| Daniils Bobrovs | 200 m Brust | 2:13,66 min | 21      | ausgeschieden | ausgeschieden | ausgeschieden | ausgeschieden | 21   |

### Tennis
Über die WTA-Rangliste qualifizierte sich Jeļena Ostapenko für den im Stade Roland Garros ausgetragenen Wettbewerb.
| Athleten         | Wettbewerb | 1. Runde  | 1. Runde | 2. Runde      | 2. Runde      | Achtelfinale  | Achtelfinale  | Viertelfinale | Viertelfinale | Halbfinale    | Halbfinale    | Finale / Platz 3 | Finale / Platz 3 | Rang |
| Athleten         | Wettbewerb | Gegner    | Ergebnis | Gegner        | Ergebnis      | Gegner        | Ergebnis      | Gegner        | Ergebnis      | Gegner        | Ergebnis      | Gegner           | Ergebnis         | Rang |
| ---------------- | ---------- | --------- | -------- | ------------- | ------------- | ------------- | ------------- | ------------- | ------------- | ------------- | ------------- | ---------------- | ---------------- | ---- |
| Frauen           |            |           |          |               |               |               |               |               |               |               |               |                  |                  |      |
| Jeļena Ostapenko | Einzel     | C. Osorio | 4:6, 3:6 | ausgeschieden | ausgeschieden | ausgeschieden | ausgeschieden | ausgeschieden | ausgeschieden | ausgeschieden | ausgeschieden | ausgeschieden    | ausgeschieden    | 33   |

### Wasserspringen
Durch die Neuverteilung ungenutzter Quotenplätze erhielt Džeja Patrika einen Startplatz für das Turmspringen der Frauen.
| Athleten      | Wettbewerb        | Vorkampf | Vorkampf | Halbfinale    | Halbfinale    | Finale        | Finale        | Rang |
| Athleten      | Wettbewerb        | Punkte   | Rang     | Punkte        | Rang          | Punkte        | Rang          | Rang |
| ------------- | ----------------- | -------- | -------- | ------------- | ------------- | ------------- | ------------- | ---- |
| Frauen        |                   |          |          |               |               |               |               |      |
| Džeja Patrika | Turmspringen 10 m | 259,30   | 22       | ausgeschieden | ausgeschieden | ausgeschieden | ausgeschieden | 22   |